# Terhathum (district)

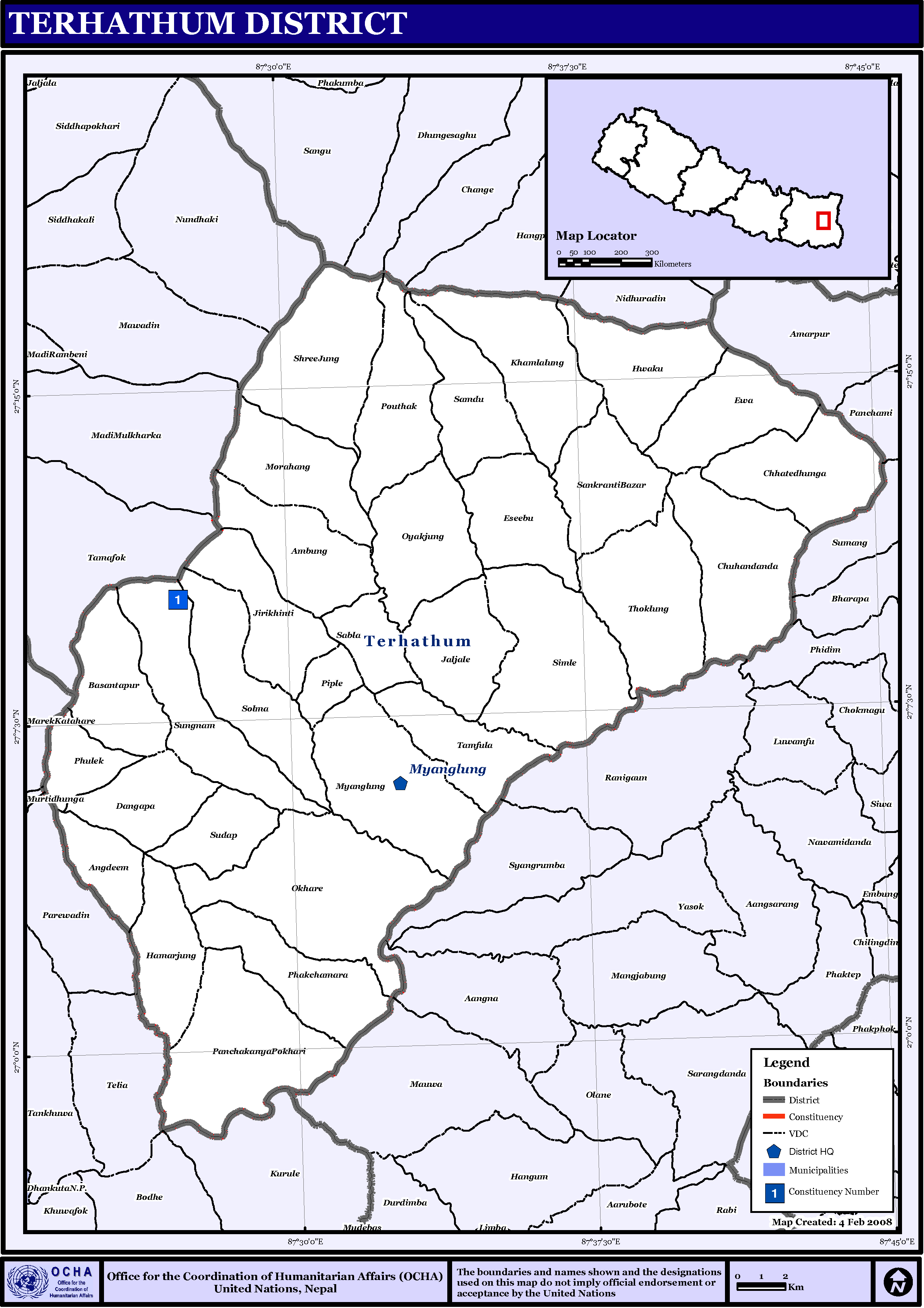
Kaart van Terhathum

Terhathum (Nepalees: तेरथुम) is een van de 75 districten van Nepal. Het district is gelegen in de bestuurlijke zone Kosi en de hoofdplaats is Myanglung, vroeger Terhathum genaamd.

## Stedenendorpscommissies[2][3]
- Stad: Nepalees: nagarpalika of N.P.; Engels: municipality;
- Dorpscommissie: Nepalees: panchayat; Engels: village development committee of VDC.

- Steden (0): geen.
- Dorpscommissies (32): Ambung, Angdeem (of: Angdim), Basantapur, Chhate Dhunga (of: Chhatedhunga), Chuhandanda, Dangapa (of: Dagapa), Eseebu (of: Isibu), Ewa (of: Iwa), Hamarjung, Hwaku, Jaljale, Jirikhinti (of: Jirikhimti), Khamlalung (of: Khamlaung), Morahang, Myanglung (vroeger: Terhathum), Okhare (of: Okhre), Oyakjung, Panchakanya Pokharai (of: Panchakanya Pokhari, of: Pancha Kanya Pokhari), Phakchamara, Phulek, Piple, Pouthak (of: Pauthak), Sabla/Sawala (of: Sabla, of: Sawala), Samdu, Sankranti Bazar (of: Sankranti Bajar), Shree Jung (of: Shriijung), Simile (of: Simle), Solma, Sudap, Sungam (of: Sungnam), Tamfula, Thoklung.

Achham · 
Arghakhanchi · 
Baglung · 
Baitadi · 
Bajhang · 
Bajura · 
Banke · 
Bara · 
Bardiya · 
Bhaktapur · 
Bhojpur · 
Chitwan · 
Dadeldhura · 
Dailekh · 
Dang · 
Darchula · 
Dhading · 
Dhankuta · 
Dhanusa · 
Dolkha · 
Dolpa · 
Doti · 
Gorkha · 
Gulmi · 
Humla · 
Ilam · 
Jajarkot · 
Jhapa · 
Jumla · 
Kailali · 
Kalikot · 
Kanchanpur · 
Kapilvastu · 
Kaski · 
Kathmandu · 
Kavrepalanchok · 
Khotang · 
Lalitpur · 
Lamjung · 
Mahottari · 
Makwanpur · 
Manang · 
Morang · 
Mugu · 
Mustang · 
Myagdi · 
Nawalparasi · 
Nuwakot · 
Okhaldhunga · 
Palpa · 
Panchthar · 
Parbat · 
Parsa · 
Pyuthan · 
Ramechhap · 
Rasuwa · 
Rautahat · 
Rolpa · 
Rukum · 
Rupandehi · 
Salyan · 
Sankhuwasabha · 
Saptari · 
Sarlahi · 
Sindhuli · 
Sindhulpalchok · 
Siraha · 
Solukhumbu · 
Sunsari · 
Surkhet · 
Syangja · 
Tanahu · 
Taplejung · 
Terhathum · 
Udayapur